# Trite ignipilosa
Trite ignipilosa es una especie de araña saltarina del género Trite, familia Salticidae. Fue descrita científicamente por Berland en 1924.
Habita en Nueva Caledonia.